# فرانتیشک هویر
فرانتیشک هویر (چکی: František Hojer; ۲۷ آوریل ۱۸۹۶ – ۱۶ دسامبر ۱۹۴۰) بازیکن فوتبال اهل چکسلواکی بود.
از باشگاه‌هایی که در آن بازی کرده‌است می‌توان به باشگاه فوتبال اسپارتا پراگ، باشگاه فوتبال ویکتوریا ژیژکوف، و باشگاه فوتبال اسلاویا پراگ اشاره کرد.
وی همچنین در تیم ملی فوتبال چکسلواکی بازی کرده‌است.